# Stylogaster souzalopesi
Stylogaster souzalopesi är en tvåvingeart som beskrevs av Camras 1990. Stylogaster souzalopesi ingår i släktet Stylogaster och familjen stekelflugor. Inga underarter finns listade i Catalogue of Life.